# دهستان هریرود
هریرود، دهستانی است از توابع بخش بوژگان شهرستان تربت جام در استان خراسان رضوی ایران.

## جمعیت
براساس سرشماری سال ۱۳۸۵جمعیت آن  ۴۴۳۰نفر (۹۵۱خانوار) بوده‌است.